# 麥爾安德
麥爾安德，或譯咪尾，是英國倫敦東區的一個地區，是塔村區的一個部份。距離查令十字3.6英里（5.8）。是倫敦市最早形成的郊區之一，1855年成為倫敦都會區的一個部份。

## 歷史

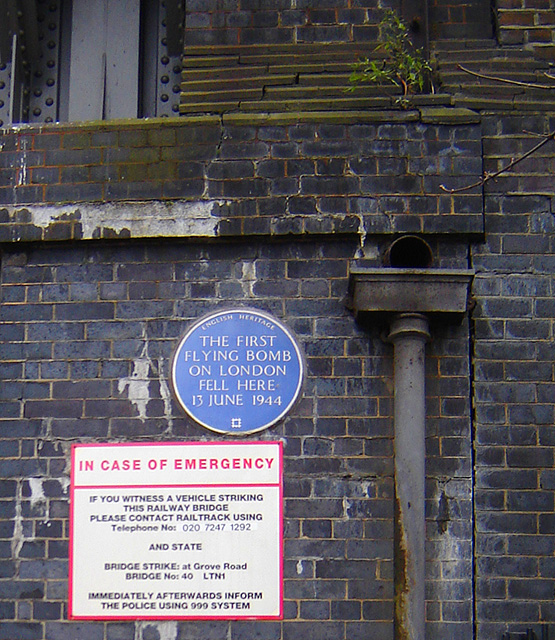
麥爾安德Grove Road

### 命名
1288年，麥爾安德以“La Mile ende”為名出現在歷史記錄中，這個詞由中古英語“mile”和“ende”兩詞構成，意思是“距離小村一英里遠”。小村可能指的是倫敦市的阿爾蓋特區。大約1691年時，麥爾安德稱作“Mile End Old Town”（麥爾安德舊鎮），因為當時斯皮塔佛德有一個新地區叫做麥爾安德新鎮（Mile End New Town）。

### 早期
1300年之前此地很少有居民。1381年瓦特·泰勒農民起義爆發，同年6月2日，埃塞克斯叛軍約六萬人在麥爾安德駐紮，14日理查二世前往此地與叛軍商談和約，然而隨後以失敗告終。

### 人民宮
小說家沃爾特·比桑特和慈善家Edmund Hay Currie一起出自計劃并建造了人民宮（People's Palace），與之相鄰的女王廳（Queen's Hall）在1887年5月14由維多利亞女王主持開幕。這些建築本是包含游泳池、圖書館、體育場和冬景花園的娛樂設施，1900年代倫敦大學的理學士課程搬到此地。1931年因大火被毀，原建築捐助者Draper's Company再次將其重建，同時1934年瑪麗王后學院也建立於此。新的人民宮在1937年建成。

### 二戰
二戰期間，麥爾安德也遭到了V-1飛彈的襲擊。遭空襲炸燬的一些地區空置了很多年，後來才在原址上建起了麥爾安德公園。

## 交通
最近的倫敦地鐵站是麥爾安德站，有區域線、中央線和漢默史密斯及城市線通過。此外也有麥爾安得公交站在內的數個公交站。